# 本間正巳
本間 正巳（ほんま まさみ、1930年 - ）は日本の牧師、神学校教師。新改訳聖書の列王記を翻訳し、日本聖書刊行会の主事として新改訳聖書の発展に貢献した。

## 経歴
神戸大学卒業して、献身を決意して、東京神学塾で学び卒業する。
1960年　大淀キリスト教会の牧師をしている時に、江偉子夫人と結婚。婦人は、1934年麹町区九段で生まれで、電通映画社に勤めた後、1954年玉成保育専門学校を卒業して、幼少期過ごした湯沢市に「しらゆり幼児園」設立した。1956年に肺結核をわずらい療養するも、2年後に回復して、東京の幼稚園に勤務している時に本間と結婚した。
1961年には新改訳聖書の翻訳者に選ばれ、列王記を翻訳した。後に、日本聖書刊行会主事になる。1975年には、新聖書注解の雅歌の注解を執筆する。
1982年から1991年まで、指導者が不在の弥生台キリスト教会に月一回通い説教をして助けた。1994年に相模原福音キリスト教会の牧師就任した、1999年に聖書宣教会出身の高岡宏光が牧師に就任すると、本間は相模原福音キリスト教会協力牧師として、高岡を補助した。
現在、日本長老教会　東京中会所属教師。巡回説教者。

## 著書
- 「伝道者の書」『新聖書注解』いのちのことば社